# Ochetostoma glaucum
Ochetostoma glaucum is een lepelworm uit de familie Thalassematidae.
De wetenschappelijke naam van de soort werd in 1957 gepubliceerd door Wesenberg-Lund.